# Athyrium rubricaule
Athyrium rubricaule là một loài thực vật có mạch trong họ Woodsiaceae. Loài này được (Edgew. ex Clarke) Bir miêu tả khoa học đầu tiên năm 1962.